# Линас
Линас (на литовски: Lynas) е езеро в Южна Литва.
Разположено е в Алитуски окръг. Площта му е 0,189 км².